# Fast radio burst
Fast radio burst, extragalactic fast radio transient (FRB, szybki błysk radiowy, pozagalaktyczny krótki sygnał radiowy) – krótkotrwały, kilku-milisekundowy sygnał radiowy pochodzenia pozagalaktycznego. Współcześnie (2014) nie jest jeszcze znany mechanizm powstawania takich sygnałów, na ten temat istnieją jedynie niepotwierdzone hipotezy, istnieje także hipoteza, według której za FRB odpowiedzialne są gwiazdy położone w naszej Galaktyce.

## Historia obserwacji
Pierwszy sygnał FRB został odkryty w 2007 w trakcie analizy archiwalnych danych obserwacyjnych przez zespół pod kierownictwem D. R. Lorimera i znany jest jako Lorimer burst („sygnał Lorimera”). Sygnał o czasie trwania 5 milisekund i natężeniu strumienia o sile 30 janskych pochodził z rejonu nieba oddalonego o trzy stopnie od Małego Obłoku Magellana. Charakterystyka sygnału wyraźnie sugeruje, że pochodził on spoza naszej Galaktyki, ale z odległości nie większej niż jeden gigaparsek. Pozagalaktyczne pochodzenie sygnału sugerowane jest przez analizę fal radiowych, która wskazuje na to, że sygnał musiał przejść przez znaczne skupiska elektronów w drodze ku Ziemi, a przez to musi pochodzić ze znacznej odległości, co oznacza, że pochodził z bardzo silnego źródła. Z kierunku, z którego pochodził sygnał Lorimera, nie odkryto żadnych dodatkowych sygnałów w ciągu następnych 90 godzin obserwacji, co silnie sugeruje, że pochodził on z pojedynczego zjawiska takiego jak wybuch supernowej, czy też zderzenie się, połączenie obiektów relatywistycznych (gwiazd neutronowych).
W 2012 Obserwatorium Arecibo zarejestrowało sygnał FRB 121102 pochodzący z kierunku gwiazdozbioru Woźnicy, który także został sklasyfikowany jako mający pochodzenie pozagalaktyczne, na co wskazuje efekt plasma dispersion.
W 2013 w Parkes Observatory zidentyfikowano następne cztery sygnały określone jako najprawdopodobniej pozagalaktyczne.
Według niektórych szacunków codziennie może powstawać do dziesięciu tysięcy takich sygnałów.

## Hipotezy na temat powstawania FRB
Z powodu bardzo małej ilości danych obserwacyjnych i odosobnionych przypadków obserwacji FRB ich natura oraz źródło, czy źródła pochodzenia nie są jeszcze znane. Szacuje się, że obszary, z których pochodzą FRB, są nie większe niż kilkaset kilometrów i jeżeli rzeczywiście pochodzą spoza naszej Galaktyki, to ich źródła muszą być niezwykle jasne. Według popularnych hipotez ich źródłami mogą być bardzo gęste obiekty takie jak czarne dziury czy gwiazdy neutronowe, innym możliwym źródłem pochodzenia są także blitzary.
Według innej hipotezy, źródłem sygnałów radiowych mogą być stosunkowo blisko położone kontaktowe układy podwójne. Istnieją też przypuszczenia, że źródłem FRB mogą być technologie używane przez cywilizacje pozaziemskie